# Szabolcs Brickner
Dans le nom hongrois Brickner Szabolcs, le nom de famille précède le prénom, mais cet article utilise l’ordre habituel en français Szabolcs Brickner, où le prénom précède le nom.
Szabolcs Brickner, né le 12 juin 1980 à Budapest, est un ténor hongrois.

## Biographie
Szabolcs Brickner suit une formation en chant et en clarinette à l'Académie de musique Franz-Liszt à Budapest puis à l'École supérieure de musique d'Augsbourg (de). Il prend également des leçons auprès du ténor suédois Nicolai Gedda.
Parmi les rôles qu'il a tenu figurent, en 2007, Tamino dans Die Zauberflöte de Mozart et Nemorino dans L'Elisir d'Amore de Donizetti à l'opéra de Budapest ainsi qu'en 2010 Lenski dans Eugène Onéguine de Tchaïkovski sous la direction d'Adam Fischer.

## Distinctions
En 2004, il participe au concours Ferrucio Tagliavini où il remporte le deuxième prix.
En 2008, il est lauréat et remporte le premier prix du Concours musical international Reine Élisabeth de Belgique en chant à Bruxelles.